# Neil Gibson
Neil Stanley Gibson (ur. 25 marca 1962 w Blenheim, zm. 3 stycznia 1999 w Christchurch) – nowozelandzki wioślarz.
W 1986 został srebrnym medalistą igrzysk Wspólnoty Narodów w czwórce bez sternika oraz brązowym medalistą w ósemce na tych samych igrzyskach. W 1988 wystartował w czwórce bez sternika na igrzyskach olimpijskich. Nowozelandzka ekipa z Gibsonem w składzie zajęła 7. miejsce.